# Serjania pannifolia
Serjania pannifolia är en kinesträdsväxtart som beskrevs av Ludwig Radlkofer. Serjania pannifolia ingår i släktet Serjania och familjen kinesträdsväxter. Inga underarter finns listade i Catalogue of Life.